# Miquel Francesc de Montcada i de Silva
Miquel Francesc de Montcada i de Silva   (Madrid, 28 d'octubre de 1652 - Palau Episcopal de Girona, 8 d'agost de 1674) va ser un noble i militar espanyol, membre del llinatge de Montcada i cinquè marquès d'Aitona. Va ocupar diversos càrrecs públics i militars des de la mort del seu pare el 1670 fins a la seva mateixa mort el 1674.

## Biografia
Va néixer a la vila de Madrid el 28 d'octubre de 1652, fill del marquès d'Aitona, Guillem Ramon de Montcada i d'Ana de Silva y Corella. El mateix dia va rebre el baptisme a la parròquia de Sant Sebastià de la mateixa localitat.
A la mort del seu pare, el 17 de març de 1670, va heretar els títols i estats de la casa d'Aitona, títol principal que el 21 de juny va rebre la distinció de la Grandesa d'Espanya. Així mateix va ocupar altres dignitats: va ser cavaller comanador de Fresneda i Rosales de l'Orde de Calatrava, Gran Senescal i Mestre Racional del Principat de Catalunya, alhora que va ocupar un lloc al consell reial i el càrrec de Mestre de Camp del Terç d'Infanteria, també a Catalunya.
Es va casar a Madrid el 4 d'abril de 1671 amb la duquessa de Camiña, marquesa de Villa-Real i comtessa de Medellín, Luisa Feliciana Portocarrero-Meneses y Noroña, filla i hereva de Pedro Portocarrero, amb la qual va tenir els següents fills:
- Guillem Ramon (1674-1727). Hereu de la casa d'Aitona.[3]
- Manuel Pere. Casat amb la comtessa de Baños.[3][1]

Va morir el 8 d'agost de 1674, als vint-i-un anys, al Palau Episcopal de Girona. Havia atorgat testament el dia anterior davant el notari Blai Soler. Les restes van ser dipositades a la catedral de Girona i més tard traslladades al monestir de Santes Creus, on va ser enterrat el 15 de juliol de 1675.

## Títols nobiliaris
Heretà dels seus pares els títols següents:
- Gran d'Espanya
- V Marqués d'Aitona, 1670-1674
- Marqués de la Puebla de Castro
- XIII Comte d'Osona, 1670 - 1674 amb el nom de Miquel I d'Osona i de Montcada,
- Comte de Marmilla
- XXXV Vescomte de Cabrera, 1670 - 1674
- XXXVII Vescomte de Bas
- Vescomte de Villamury
- Vescomte d'Illa
- Baró de Alfajarín
- Baró de Anzano
- Baró de Beniarjó
- Baró de Callosa d'Ensarriá
- Baró de Castisens
- Baró de Chiva
- Baró de Cuatro Castillos
- Baró de Hoz
- Baró de La Llacuna
- Baró de Mataplana
- Baró de Miralcamp
- Baró de Palma i Ador
- Baró de Peralta de la Sal
- Baró de Pinós
- Baró de Pontils